# Bill Bailey (actor)
Bill Bailey (Carolina del Norte, 2 de septiembre de 1938) es un actor y escritor estadounidense que ha hecho principalmente papeles secundarios en cine y televisión en los años setenta, ochenta y noventa.
Apareció en Superman (1978), Superman II (1980) y Haunted Honeymoon (1986) como también en programas de BBC como Yes, Prime Minister (1987), Jeeves and Wooster (1992), y Agatha Christie's Poirot (1993).
Varios sitios web en Internet han atribuido por error su trabajo al comediante y músico británico Bill (Mark) Bailey (1964-).

## Obra en teatro
| Año       | Título                                | Rol                 | Teatro                                                     | Notas                                                              |
| --------- | ------------------------------------- | ------------------- | ---------------------------------------------------------- | ------------------------------------------------------------------ |
| 1970      | Player piano                          | Kroner              | Almost Free                                                |                                                                    |
| 1971      | Ópera de los tres peniques            | Walt                | Prince of Wales Theatre/Piccadilly Theatre                 | escrita por Bertolt Brecht, con Vanessa Redgrave y Barbara Windsor |
| 1972      | Bakke’s night of fame                 | guardia de la celda | Shaw Theatre                                               |                                                                    |
| 1973/74   | The Front Page                        | Schwartz            | National Theatre                                           | dirigida por Michael Blakemore                                     |
| 1974      | Wind in the branches of the Sassafras |                     | Watermill                                                  |                                                                    |
| 1974      | Guys and Dolls                        | Big Jule            | Birmingham Rep                                             |                                                                    |
| 1974      | Grand manoeuvres                      | general Picon       | National Theatre                                           | dirigida por Michael Blakemore                                     |
| 1974      | The freeway                           |                     | National Theatre                                           | dirigida por Michael Blakemore                                     |
| 1974/1975 | Robin Hood                            | Little John         | Birmingham Rep                                             |                                                                    |
| 1975      | Al Capone                             | Al Capone           | Watermill                                                  |                                                                    |
| 1975      | Sea Change                            | ..                  | Traverse Theatre                                           |                                                                    |
| 1980      | Happy birthday, Wanda June            | Ryan                | Bush Theatre                                               |                                                                    |
| 1980      | Geography of a horse dreamer          | padre               | Royal Court Theatre                                        | con Bob Hoskins                                                    |
| 1981      | Private Dick                          | Shamey              | Newcastle Playhouse                                        |                                                                    |
| 1982      | Daughter’s of Men                     | ..                  | Hampstead Theatre                                          | con Frances de la Tour                                             |
| 1986      | Insignificance                        | senador             | Theatre Royal, Plymouth                                    |                                                                    |
| 1987      | After the fall                        | jefe                | National Theatre                                           | dirigida por Michael Blakemore                                     |
| 1990      | Bus Stop                              | Will Masters        | Watford Palace Theatre/Lyric Theatre (Londres)             | con Jerry Hall                                                     |
| 1993      | The Rose Tattoo                       | vendedor            | Peter Hall Company /Playhouse Theatre                      | dirigida por Peter Hall, con Ken Stott y Julie Walters             |
| 1994      | Conversations with my father          |                     | Scarborough Theatre/The Old Vic                            | dirigida por Alan Ayckbourn, con Judd Hirsch                       |
| 1998      | The Madras House                      | ..                  | Royal Lyceum Theatre (Edimburgo) y Lyric Theatre (Londres) |                                                                    |
| 1999      | Small Craft Warnings                  | ..                  | The Pleasance (Edimburgo)                                  | obra de Tennessee Williams, con Susannah York                      |
| ..        | ..                                    | ..                  | ..                                                         |                                                                    |

## Algunas publicaciones
- 2000: Split Infinities, ISBN 1587210924
- 2001: Rolling Thunder, ISBN 0759644403
- 2003: Comedians of Violence, ISBN 1410734412
- 2004: Taping Whores, ISBN 1418418153.
- 2004: Times Two, ISBN 1414021496
- 2009: Is Alice?, ISBN 1847478980
- 2009: The Ghost Society, ISBN 9781849910842[3]